# 麻薬及び向精神薬取締法
麻薬及び向精神薬取締法（まやくおよびこうせいしんやくとりしまりほう、昭和28年3月17日法律第14号、英語: Narcotics and Psychotropics Control Law）は、薬物に関する法律で、刑法に対する特別法である。制定時の題名は麻薬取締法であったが、1990年（平成2年）の法改正で現在の題名となり、今では通称として使われる。
麻薬と向精神薬の乱用を防止し、中毒者に必要な医療を行うなどの措置を講じ、生産や流通について必要な規制を執り行うことによって、公共の福祉の増進を図ることを目的としている（1条）。
大麻草の栽培の規制に関する法律、覚醒剤取締法、あへん法、麻薬特例法と合わせて麻薬五法を構成する。

## 主務官庁
- 厚生労働省医薬局監視指導・麻薬対策課[3]

## 制定
大東亜戦争（太平洋戦争・第二次世界大戦）終結後、GHQの指導により旧法たる麻薬取締法（昭和23年法律第123号）が定められた。
乱用された睡眠薬などは、薬事法における習慣性医薬品に指定し対処した。しかし、日本が向精神薬に関する条約への批准に遅れた理由には、バルビツール酸系薬や抗不安薬の規制の難しさがあったと推察される。1987年の国際会議にて、6月26日を「国際麻薬乱用撲滅デー」としたことが薬物の規制条約への批准を促進した。
1989年（平成元年）の中央薬事審議会にて「向精神薬乱用防止対策の在り方」が議論された。1988年に公布された国際条約である麻薬及び向精神薬の不正取引の防止に関する国際連合条約に批准するためであったことが、野村一成の発言よりうかがえる。
1990年に、まだ批准していなかった1971年の向精神薬に関する条約を批准するとともに、麻薬取締法の一部改正案が提出され、新法の麻薬及び向精神薬取締法となった。

## 取締り対象
同法の第2条がこの法律においての定義である。第1項は、「麻薬」が別表第1に示したもの及び大麻であることを規定する。第6項は、「向精神薬」が別表第3に示したものであることを規定する。
麻薬
モルヒネ、コカインなど麻薬に関する単一条約にて規制されるもの（大麻を含む）。それに加えて、向精神薬に関する条約の付表Iに対応したもの。ほとんどが幻覚剤である。麻薬と指定された成分を含む植物については、同法の「別表第一78号のニ」が「麻薬原料植物又は大麻草以外の植物（その一部分を含む）」ものを規制から除外している。「麻薬原料植物」は、「別表第二」と政令（麻薬、麻薬原料植物、向精神薬及び麻薬向精神薬原料を指定する政令）によって指定されており、これに指定されていない植物は、その植物の一部分だけであっても規制から除外されている。
第1種向精神薬
メチルフェニデートのような精神刺激薬やバルビツール酸系薬。向精神薬に関する条約の付表IIに対応し、アンフェタミン類を除くもの。
第2種向精神薬
バルビツール酸系や、ベンゾジアゼピン系のフルニトラゼパムなど。向精神薬に関する条約の付表IIIに対応。
第3種向精神薬
ここに指定されているもののうち、日本にて医薬品として流通するものの多くは、ベンゾジアゼピン系である。向精神薬に関する条約の付表IVに対応。
日本法の薬物の指定と、国際条約の薬物の指定は異なるため、「日本の法律における麻薬」のように称される。
| 国際条約             | 規制物質                       | 規制物質                       | 日本法                         |
| -------------------- | ------------------------------ | ------------------------------ | ------------------------------ |
| 麻薬に関する単一条約 | あへん                         | あへん                         | あへん法                       |
| 麻薬に関する単一条約 | 大麻                           | 大麻                           | 麻薬取締法／大麻草栽培規制法   |
| 麻薬に関する単一条約 | 麻薬                           | 麻薬                           | 麻薬取締法                     |
| 向精神薬に関する条約 | 向精神薬 付表I                 | （日本法の）麻薬               | 麻薬取締法                     |
| 向精神薬に関する条約 | 向精神薬 付表II                | 第1種向精神薬                  | 麻薬取締法                     |
| 向精神薬に関する条約 | 付表II一部の覚醒剤             | （日本法の）覚醒剤             | 覚醒剤取締法                   |
| 向精神薬に関する条約 | 向精神薬 付表III               | 第2種向精神薬                  | 麻薬取締法                     |
| 向精神薬に関する条約 | 向精神薬 付表IV                | 第3種向精神薬                  | 麻薬取締法                     |
| 対象外               | タバコ、アルコール、カフェイン | タバコ、アルコール、カフェイン | タバコ、アルコール、カフェイン |

### 麻薬の取締り
同法の第2章「麻薬に関する取締り（第3条〜第49条）」は麻薬を取り扱う者の規定である。第3章は、免許等、数量などの記録義務と続く。

### 向精神薬の取締り
同法の第3章「向精神薬に関する取締り（第50条〜第50条の26）」であり、免許や数量などの記録義務が続く。
第四章は「監督（第50条の38〜第58条）」の内容である。

## この法律以外による扱いがある向精神作用のある薬物等
覚醒剤については覚醒剤取締法、大麻についてはこの法律と大麻草の栽培の規制に関する法律、あへんについてはあへん法、危険ドラッグについては医薬品、医療機器等の品質、有効性及び安全性の確保等に関する法律でその規制が行われている。
また、国際的な協力の下に規制薬物に係る不正行為を助長する行為等の防止を図るための麻薬及び向精神薬取締法等の特例等に関する法律、関税法などによって不法に向精神薬等の輸入等を行う事についての規制がなされている。

## 中毒者に対する措置
第5章が「麻薬中毒者に対する措置等（第58条の2〜第58条の19） 」である。同法の第2条24項25項にて、麻薬中毒と、麻薬中毒者が規定されている。
麻薬中毒
麻薬またはアヘンの慢性中毒
麻薬中毒者
麻薬中毒の状態にある者
麻薬中毒者に対する措置入院や麻薬相談員によるケア制度が存在する。中毒の場合には、大麻も従前より麻薬中毒に含まれていた。向精神薬と覚醒剤はこの対象ではない。
この"日本の法律上の中毒"の語は薬物がやめられないという嗜癖に近い概念であり、現在の医学的な定義とは異なる。"医学的に中毒"とは、主として過剰摂取した場合などの有害作用である。

## 以降の構成
- 第6章 - 雑則（第59条〜第63条）
- 第7章 - 罰則（第64条〜第76条）
- 附則
- 別表
  - 別表第1（第2条関係）
  - 別表第2（第2条関係）
  - 別表第3（第2条関係）
  - 別表第4（第2条関係）

## 免許・資格
- 麻薬取扱者（麻薬営業者、麻薬施用者・麻薬管理者・麻薬研究者） - 医師、歯科医師、獣医師、薬剤師又は学術研究者が麻薬を疾病治療や学術研究のために施用、管理又は使用する等取り扱うための免許
- 向精神薬取扱者
  - 向精神薬取扱責任者

## 法律の前後関係

### 麻薬取締規則
麻薬取締規則は、昭和5年5月19日の内務省令第17号である。第1条にて、モルヒネ類、コデイン類、コカイン、印度大麻草及びその樹脂を規定し、数量の帳簿など流通に関する取り締まりを加えた。
麻薬ノ中毒防止ニ関スル件は、昭和9年11月26日のもので、麻薬の慢性中毒患者を帳簿することや、治療保護施設の整備、甚だしいものは精神病院にて治療し、医師は使用にあたって患者の慢性中毒にならないよう注意する件などが盛り込まれた。昭和8年には、麻薬中毒者救護会が設立されている。

### 麻薬取締法と大麻取締法
第二次世界大戦後の1946年（昭和21年）6月19日に、連合国軍最高司令官総司令部（GHQ）からの麻薬統制の指令を受けて、麻薬取締規則（昭和21年厚生省令第25号）（ポツダム命令）を制定する。
1948年（昭和23年）に旧麻薬取締法が制定され、1953年に新麻薬取締法となった。大麻は、麻繊維の産業があることから、1948年に大麻取締法として別個の法律として制定された。
2023年（令和5年）12月にこの法律が改正され、2024年（令和6年）12月12日に施行された。この改正により、大麻が麻薬に含まれることとなった。同時に、大麻取締法は大麻草の栽培の規制に関する法律に改正された。

### 向精神薬の規制強化

#### 覚醒剤取締法
1950年代初頭には、戦時中に工場などで使われた覚醒剤が大量に市場に放出され、国際的にも最も著名だとされているようなメタンフェタミンの乱用が流行した。これに対して1951年に覚醒剤取締法が制定された。

#### 習慣性医薬品
1960年代前後には、睡眠薬遊びが流行した。未成年者において乱用された睡眠薬などは、薬事法における習慣性医薬品に指定して、未成年者への販売を禁じ、医師による処方を必要とすることで対処した。

#### 麻薬を指定する政令
初の麻薬を指定する政令は1953年9月16日に公布された。のちに麻薬に幻覚剤のLSDなどを追加していき、これは現行の脱法薬物(脱法／危険ドラッグ)の規制に通じる方法である。